# Andreas Riem
Johann Andreas Riem (Pseudonym: C. A. E. Schmidt; * 22. August 1749 in Frankenthal; † 21. März 1814 in Speyer) war ein deutscher evangelisch-reformierter Theologe, Geistlicher und Publizist der Aufklärungszeit.

## Leben
Riem war Sohn eines Rektors der Lateinschule und Pfarrers in Frankenthal. Er studierte Evangelische Theologie und Philosophie an der Universität Heidelberg und war anschließend als Hauslehrer tätig. Im Jahr 1776 erlangte er das Pfarramt in Friedrichswalde und begann seine publizistische Tätigkeit. 1782 wurde er Pfarrer am Berliner Friedrichshospital. 1787 übernahm er außerdem das Direktorat der Königlichen Kunst- und Buchhandlung in Berlin.
Riem wurde 1788 zum Beständigen Sekretär und Assessor der Königlich-Preußischen Akademie der Künste und mechanischen Wissenschaften. Im selben Jahr trat er als starker Gegner des gegen die Bemühungen der Aufklärung gerichteten Religionsedikts von Johann Christoph von Woellner in Erscheinung. Diese Gegnerschaft trug ihm ein Disziplinarverfahren wegen aufrührerischem Verhalten ein. Das endete schließlich mit einem bloßen Verweis und der Aufforderung, sein Pfarramt niederzulegen, was er 1789 tat. Bis 1790 war er noch an der Akademie tätig, 1791 wurde er nichtresidierender Domherr am Stift Herford.
Riem nahm durch seine Schriften am tagespolitischen Geschehen teil. So trat er seit 1793 für einen Friedensschluss mit dem revolutionären Frankreich ein. 1795 nahm die preußische Regierung ihn zunehmend als Gefahr wahr, wies ihn ohne Prozess und Urteil in das Kurfürstentum Sachsen aus und ließ seine Zeitschrift Europa in seinen politischen und Finanzverhältnissen verbieten, während seine Familie in Berlin verblieb. Er bereiste daraufhin Westeuropa und wurde als Diplomat für die Regierung von Frankreich und die der Batavischen Republik tätig. Diesen Tätigkeiten ging er bis 1800 nach und berichtete darüber in seinem achtbändigen Werk Reisen durch Deutschland, Frankreich, England und Holland in verschiedener, besonders politischer Hinsicht in den Jahren 1785, 1795, 1796, 1797 und 1798. 1799 wurde er über mehrere Monate von Österreich festgehalten, nachdem er bei einer Niederlage bei den Koalitionskriegen zusammen mit französischen Truppen, die er begleitete, festgenommen wurde.
Riem kehrte schließlich in seine Pfälzer Heimat zurück und ließ sich 1802 als Advokat in Speyer nieder. Finanziell und gesundheitlich wurde seine Lage jedoch immer schlechter, sodass er 1811 in das Bürgerspital der Stadt aufgenommen werden musste.
Riems publizistische Aktivitäten waren sehr vielfältig. Er begann mit historischen Romanen, machte sich dann als Vertreter der Neologie (der evangelischen Aufklärungstheologie) einen Namen und nahm schließlich eine Wendung vom Vertreter der Berliner Spätaufklärung zu einem der ersten radikalen Demokraten in Deutschland. So kämpfte er für Rechtssicherheit, die Abschaffung von Privilegien und die bürgerliche Gleichstellung der Juden.

## Publikationen (Auswahl)
Herausgeberschaften
- [Hermann Samuel Reimarus] Uebrige noch ungedruckte Werke des Wolfenbüttlischen Fragementisten. Ein Nachlaß von G.E.L. [=Gotthold Ephraim Lessing]. Herausgegeben von C.E.A. Schmidt, Berlin 1787.
- mit Gottlob Nathanael Fischer: Berlinisches Journal für Aufklärung, Berlin 1788–1790.
- Europa in seinen politischen und Finanzverhältnissen, 4 Bände, Leipzig 1795.
- Europens politische Lage und Staats-Interesse, Mannheim/Speyer 1795–1799.

Schriften
- Timoklea und Charitides. Leipzig 1773.
- Dorset und Julia. 2 Bände, Leipzig 1773/1774.
- Vom Einfluß der Religion auf das Staatssystem der Völker. Berlin 1778.
- Verträglichkeit der Religionen mit der Politik der Staaten nebst Entwurf eines Werkes: Klima, Staatsverfassung und Religion in ihrem wechselseitigen Einfluß aufeinander. Berlin 1779.
- Geschichte einiger Esel oder Fortsetzung des Lebens und der Meynungen des Weltberühmten John Bunkels, 3 Bände, Hamburg und Leipzig 1782/1783.
- Philosophische und kritische Untersuchungen über das Alte Testament und dessen Göttlichkeit, besonders über die mosaische Religion. London und Dessau 1785.
- Das reinere Christenthum oder die Religion der Kinder des Lichts. Fortgesetzte Betrachtungen über die eigentlichen Wahrheiten der Religion oder Fortgang da, wo Herr Abt Jerusalem stillstand. Vier Bände, 1789–1795.
- Neues System der Natur über Gott, Intelligenz und Moralität. Dresden und Leipzig 1792.
- Apologie für die unterdrückte Judenschaft in Deutschland. o. O. [Leipzig] 1798; Nachdruck: Herausgegeben von Georg Bürger. Mit einer Einleitung zu Leben und Werk des Autors von Walter Grab. Niemeyer, Tübingen 1998
- Tagebuch der merkwürdigsten Weltbegebenheiten, nebst einem Commentar über die wichtigsten Zeitungsartikel. 2 Bände. Frankenthal 1799.
- Über Schrift-Sprache und Pasigraphie. Mannheim 1809.
- Was sollten die Regenten thun, um sich gegen Revolutionen zu sichern? Mit einem Nachwort herausgegeben von Karl H. L. Welker. Wehrhahn, Hannover 2000.